# Coleosporiaceae
De Coleosporiaceae zijn een familie van roestschimmels in de orde Pucciniales. De familie bevat zes geslachten en 131 soorten.

## Geslachten
De familie bestaat uit de volgende zes geslachten:
- Ceropsora
- Chrysomyxa
- Coleosporium
- Diaphanopellis
- Gallowaya
- Stilbechrysomyxa

## In Nederland waargenomen soorten
- Genus: Chrysomyxa
  - Chrysomyxa abietis - (Sparrennaaldenroest)
  - Chrysomyxa pirolata - (Alternerende wintergroenroest)
- Genus: Coleosporium
  - Coleosporium tussilaginis - (Algemene oranje roest)